# Иларион (Карандеев)
Епи́скоп Иларио́н (в миру Михаи́л Серге́евич Каранде́ев; род. 24 марта 1989) — архиерей Русской православной церкви, епископ Феодосийский и Керченский.
Тезоименитство — 15 (28) декабря (память священномученика Илариона, архиепископа Верейского)

## Биография
Родился 24 марта 1989 года в Вологде. Крещён во младенчестве. В 1996—2006 годы учился в средней общеобразовательной школе № 9 города Вологды.
В 2006 году поступил в Вологодское духовное училище, которое окончил в 2008 году. С 1 октября 2007 года по 31 августа 2008 года исполнял послушание иподиакона у архиепископа Вологодского и Великоустюжского Максимилиана (Лазаренко). В 2008 года архиепископом Вологодским и Великоустюжским Максимилианом (Лазаренко) совершена хиротесия во чтеца.
В 2008 году поступил в Сретенскую духовную семинарию, которую окончил в 2013 году с квалификацией «Специалист в области православного богословия». В 2013 году поступил в магистратуру Сретенской духовной семинарии, которую окончил в 2015 году со степенью магистра богословия за диссертацию «Церковнославянский язык на православном приходе: современные проблемы понимания, использования и перевода».
В 2014 голу зачислен в братию Сретенского ставропигиального мужского монастыря города Москвы, исполнял послушание помощника келаря. В 2015—2018 годы исполнял послушание келейника наместника Сретенского монастыря. С 1 ноября 2016 года по 10 мая 2018 год — секретарь-референт наместника Сретенского монастыря.
18 декабря 2016 года епископом Егорьевским Тихоном (Шевкуновым) пострижен в мантию с наречением имени Иларион в честь священномученика Илариона, архиепископа Верейского.
17 мая 2017 года Патриархом Московским и всея Руси Кириллом в Даниловом монастыре рукоположен в сан иеродиакона.
В 2018 году принят в число братии Псково-Печерском монастыря.
21 ноября 2018 года митрополитом Псковским и Порховским Тихоном в Михайловском соборе Псково-Печерского монастыря рукоположен в сан иеромонаха.
В 2018—2020 годы исполнял послушание секретаря-референта игумена Псково-Печерского монастыря. С 1 сентября 2019 годы — преподаватель литургики Псково-Печерской духовной семинарии. С 15 июня 2020 года исполнял послушание ризничего Псково-Печерского монастыря. 2 октября 2020 г. назначен и. о. эконома Псково-Печерского монастыря с сохранением обязанностей ризничего. 1 августа 2021 года распоряжением митрополита Псковского Тихона назначен исполняющим обязанности наместника Свято-Успенского Псково-Печерского монастыря.
В феврале 2024 года почислен за штат с правом перехода в другую епархию согласно собственному прошению. 15 февраля прият в штат Симферопольской епархии.
12 марта 2024 года решением Священного Синода назначен исполняющим обязанности наместника возрождённого Свято-Владимирского монастыря в Херсонесе. Руководил епархиальным отделом социального служения и церковной благотворительности.
3 апреля 2024 года назначен ответственным за организацию медицинской и социальной помощи, а также за пастырское окормление военных госпиталей на территории Крымской митрополии. 8 апреля того же года назначен руководителем отдела социального служения и церковной благотворительности Симферопольской епархии. 16 сентября 2024 года указом митрополита Симферопольского Тихона назначен благочинным Евпаторийского церковного округа и настоятелем Архиерейского подворья Свято-Никольского собора г. Евпатории.
2 января 2025 года освобождён от должности благочинного и настоятеля Свято-Никольского собора, и назначен и. о. секретаря Феодосийской епархии и настоятелем Иоанно-Предтеченского и Казанского кафедральных соборов.

### Архиерейство
20 марта 2025 года решением Священного Синода РПЦ избран епископом Феодосийским и Керченским.
30 марта 2025 года митрополитом Симферопольским и Крымским Тихоном (Шевкуновым) в Александро-Невском кафедральном соборе Симферополя возведён в сан архимандрита.
12 апреля 2025 года в Тронном зале кафедрального соборного Храма Христа Спасителя в Москве состоялось наречение архимандрита Илариона во епископа Феодосийского.
13 апреля 2025 года в кафедральном соборном храме Христа Спасителя рукоположен во епископа. Хиротонию совершили Патриарх Московский и всея Руси Кирилл, митрополит Воскресенский Григорий (Петров), митрополит Симферопольский и Крымский Тихон (Шевкунов), епископ Красноярский и Ачинский Никита (Ананьев), епископ Ялтинский Нестор (Доненко), епископ Енисейский и Лесосибирский Игнатий (Голинченко), епископ Коктебельский Агафон (Опанасенко), епископ Джанкойский и Раздольненский Алексий (Овсянников), епископ Раменский Алексий (Туриков).